# ウィリアム・H・ホジスン
ウィリアム・ホープ・ホジスン（英: William Hope Hodgson, 1877年11月15日 - 1918年4月17日）は、イギリスの小説家。怪奇小説、海洋冒険小説を能くし、独特の科学的趣向を帯びた作風はラヴクラフトやC・S・ルイスから注目された。若いころは主に詩を書いていたが、存命中に出版された詩はごく一部である。写真家、ボディビルダーとしても一部で知られた。第一次世界大戦中に40歳で戦死。

## 生涯
エセックスのブラックモア・エンドで生まれる。父親はイングランド国教会（聖公会）の牧師。12人兄弟の2人目で、うち3人は幼児のころに亡くなっている。幼い子供の死は「失われた子供たちの谷」、「海馬」、「街はずれの家」など、ホジスンのいくつかの短編のテーマになっている。
父親は頻繁に引越し、21年間で11の教区を担当した。このため一家はアイルランド島のゴールウェイ県にも住んだことがあり、その風景が後の『異次元を覗く家』の設定に使われた。
13歳のとき船員になるために全寮制学校から脱走した。つかまって家に戻されたが、父から船員見習いとなることを許され、1891年から4年間のキャビンボーイ見習い修行を始めた。間もなく父親が咽喉癌で死に、一家は困窮することになった。ホジスンは家族とは離れて修行中だったが、一家は主に施しを受けて生きながらえた。1895年に見習い期間を終えると、ホジスンはリヴァプールで2年間学び、航海士の試験に合格。その後数年間は船員として働いた。
船上ではいじめを受けた。このため、個人的に身体を鍛えるようになった。サム・モスコウィッツはホジスンの伝記で次のように書いている。
彼の肉体改造の主な動機は健康ではなく自衛だった。背が低く線が細い美男子だったため、彼は船員たちのいじめの標的となっていた。彼らがホジスンに忍び寄ってボコボコにしようとしたとき、ホジスンがイングランドでも有数の強い男になっていたことを知ったときには既に遅かった。
年上の船員にいじめられた見習いの復讐という話は、ホジスンの作品に頻繁に現れる。
海上では、肉体鍛錬と同時に写真を撮ることを趣味とするようになった。ホジスンはサイクロン、稲妻、サメ、オーロラ、船員の食物にたかる蛆などを撮影した。また、切手を収集し、銃の腕前を磨き、海での経験の記録をとった。1898年、サメのうようよいる海域で海に落ちた船員を助け、英国水難救助会からメダルを授与されている。
1899年、22歳のとき彼はイングランドのブラックバーンで W. H. Hodgson's School of Physical Culture というジムを始めた。ブラックバーンの警察官が通ったという。1902年、彼が奇術師ハリー・フーディーニ（ブラックバーンの刑務所を脱獄したことがある）の縄抜けショーで縛り役を買って出た際には、フーディーニは辛うじて縄抜け術には成功したものの「あの男にだけは二度と縛られたくない」と語ったという逸話がある。
ホジスンは有名になることを嫌う性格ではなく、あるときは非常に急な階段になっている坂を自転車で下りるというスタントを行い、それがローカル紙で報道された。彼の評判にもかかわらず、ジム経営がうまくいっていたのは一時的なもので、結局ジムを閉めることになった。代わりに彼は "Physical Culture versus Recreative Exercises"（「肉体鍛錬対気晴らしのエクササイズ」1903年発表）といった記事を書くようになった。そのような記事の1つ "Health from Scientific Exercise"（科学的エクササイズによる健康）では、ホジスン自身が運動している写真が添えられていた。しかし、そのような記事の需要は小さかったため、ホジスンはエドガー・アラン・ポー、H・G・ウェルズ、ジュール・ヴェルヌ、アーサー・コナン・ドイルといった作家の作品に触発された小説を書き始めた。1904年、処女短編 "The Goddess of Death" を「ロイヤル・マガジン」誌に発表。その後、数々の海洋綺譚、怪奇幻想小説を発表した。また、The Grand Magazine 誌上で行われた「商船隊は参加する価値があるか?」と題した討論会では否の立場で参加した。その中でホジスンは船員としてのネガティブな経験や給料の安さを詳細に語っている。この討論会からホジスンは The Nautical Magazine に船員見習いが如何に悲惨かを暴露した記事を書いている。当時、船員見習いになるには金を支払う必要があった。ホジスンは写真を色つきのスライドにして、海での経験を各地で講演するようになった。
ホジスンは多数の詩を書いたが、存命中に発表したものは非常に少ない。"Madre Mia" などの一部の詩は小説に添えられて発表された。詩を出版することについては悲観的で、1906年の The Author 誌に書いた記事では、詩人は墓碑銘を書かないと生計を立てられないという見解を示している。ホジスンの詩はその死後に未亡人が2冊の詩集として出版したが、48篇の詩は2005年の The Lost Poetry of William Hope Hodgson で初めて公表された。
詩は出版されなかったが、1906年にはアメリカの雑誌 The Monthly Story Magazine にサルガッソ海を舞台にした最初の小説「静寂の海から」が掲載された。その後もホジスンは収入を最大化すべく、アメリカの雑誌とイギリスの雑誌の両方に作品をうまく売り続けた。母との同居生活はまだ貧しかったが、1907年に発表した処女長編 The Boats of the "Glen Carrig" が高評価を受けた。同年、海での経験を生かした写実的な短編「夜の声」と "Through the Vortex of a Cyclone" に自身の撮影した写真に着色したイラストを添えて発表している。1908年の短編「帰り船＜シャムラーケン号＞」でも船とサイクロンが主題となっている。同年、奇妙な風刺SF "Date 1965: Modern Warfare" を発表した。この作品では未来の戦争は限定された場所でナイフだけを武器として行われ、戦死者の死体は食料となる設定だった。
第二長編『異次元を覗く家』を1909年に出版し、再び高評価を得た。同年出版された短編 "Out of the Storm" は海上で嵐に遭遇した主人公の恐怖を描いたものである。モスコウィッツはホジスンの文学的成功の元になっているのは彼が海から受けた印象が大部分だとし、実際海への憎悪と恐怖がホジスンの人生の原動力になっていたとした。
1909年に出版した長編 The Ghost Pirates の序文でホジスンは次のように書いている。
（これで）おそらく三部作と名付けられるものが完成する。それぞれの扱っている範囲は全く異なるが、この3作は根本的類縁関係のある概念を扱っている。本書で建設的思考のある相について扉は閉ざされたと作者は信じている。
この長編について The Bookman 誌に掲載された書評には、次のように記されていた。
現代文学全体を見渡してもホジスン氏のこれまでの作品のようなものは見当たらず、我々はホジスン氏が彼の決定を考え直すことを望むことしかできない。
それまでの長編はいずれも高評価だったが、ホジスンは相変わらず貧しかった。短編小説から得られる収入を支えるため、彼は「幽霊狩人トマス・カーナッキ」を主人公としたシリーズに取り組み始めた。シリーズ最初の作品「妖魔の通路」は1910年に The Idler 誌に掲載された。科学技術を駆使して様々な怪奇現象を調査し、時に人間の仕業と暴き、時に超常的存在と対決する作風は『ゴーストハンターRPGシリーズ』など近年の作品に至るまで大きな影響を及ぼした。
また1910年の短編 "The Captain of the Onion Boat" は航海譚と恋愛小説を組み合わせている。彼は生活のために多数の小説やノンフィクションの記事を書き、時には古い作品のプロットを再利用して出版社ともめることもあった。
最後の長編『ナイトランド』は1912年に出版されたが、作品が完成したのはその数年前である。ホジスンはこの長編を1万語に短縮した版 The Dream of X も書いている。ホジスンは周辺のジャンルの作品も書いており、西部劇 "Judge Barclay's Wife"、普通の推理小説、SF小説「カビの船」、戦争小説などがある。
ホジスンは1912年、女性誌 Home Notes の編集者と結婚した。南フランスに新婚旅行に行き、物価が安いということもあってそこで暮らし始めた。そこで長編 Captain Dang の執筆を開始し、同時に様々なジャンルの短編を発表し続けたが、経済的には最後まで安定しなかった。
第一次世界大戦が始まるころホジスンは妻と共にイングランドに戻った。彼はロンドン大学の職員訓練隊に参加した。三等航海士の資格があるにもかかわらず海軍に関わることを拒否し、イギリス陸軍の砲兵隊の副官となった。1916年には落馬して顎と頭部に怪我を負った。そのため一時除隊して作家に戻っている。しかし十分に回復すると再び入隊。ドイツ陸軍との戦闘で数々の武勲を立てた。戦場での経験を生かした記事や小説も発表している。1918年4月、ベルギー北西部イーペルにおいて斥候任務中に流れ弾を受け戦死。正確な日付は文献によって17日から19日までばらつきがある。1918年5月2日のタイムズ紙にホジスンを称える記事が掲載された。

## 作品
代表作は「ボーダーランド三部作」および長編『ナイトランド』。前者は難破船の乗組員が遭遇する恐怖を描いた海洋綺譚『The Boat of the GlenCarrig』（1907年）、異次元（遠未来？）との狭間に建つ屋敷に住んだ男の手記『異次元を覗く家』（1908年）、海の魔物に取り憑かれた航海を描く海洋綺譚『The Ghost Pirates』（1909年）の三長編から構成される。『異次元を覗く家』について、H・P・ラヴクラフトは「普通の感傷の感触が若干残っており、それがなければ最良質の古典といえるものだ」と評している。『ナイトランド』は、魑魅魍魎の跋扈する遠未来の地球を舞台に、前世の因縁でつながれた青年と乙女の恋と冒険を描いた大長編である。どちらもSFの要素を含んでいる一方、ホラー小説とオカルトの要素も含んでいる。17・18世紀の擬古文で書かれており、その長大さから縮小版『X氏の夢』 (The Dream of X) を書かざるを得なくなった。
ホジスンは死後は忘れ去られていたが、1938年にコリン・デ・ラ・メアによるアンソロジー『The Ghost Book』に海洋綺譚の短編「夜の声」 (The Voice in the Night) が収録されると、再評価されるようになった。日本では、「夜の声」が東宝の特撮映画『マタンゴ』（1963年）の原作となったことで知られる。後年、ホジスンの全作品はパブリックドメインとなっている。
チャイナ・ミエヴィルは2009年のエッセイで、ホラー小説によく出てくる「触手」の起源はホジスンの『The Boats of the "Glen Carrig"』と述べている。
2006年には、第6回コードウェイナー・スミス再発見賞を贈られた。

## 作品リスト

### 長編
- The Boats of the "Glen Carrig" (1907) 『〈グレン・キャリグ号〉のボート』
- The House on the Borderland (1908) 『異次元を覗く家』
- The Ghost Pirates (1909) 『幽霊海賊』
- The Night Land (1912) 『ナイトランド』
- The Dream of X (1912) （『ナイトランド』を20万語から2万語に短縮したもの）
- Captain Dang （未完）

### 連作短編
- 幽霊狩人カーナッキ (Carnacki the Ghost-Finder) シリーズ
  - 魔物の門口 (The Gateway of the Monster)
  - 月桂樹に囲まれた館 (The House Among the Laurels)
  - 非響の部屋 (The Whistling Room)
  - 見えざる馬 (The Horse of the Invisible (The Unseen Horse)
  - 街はずれの家 (The Searcher of the End House)
  - 見えざるもの (The Thing Invisible)
  - ジャーヴィー号の怪異 (The Haunted "Jarvee")
  - 外界の豚 (The Hog)
  - 発見 (The Find)

### 短編集
- Carnacki: The Ghost Finder 1913年
- Men of Deep Water 1914年
- Luck of the Strong 1916年
- Captain Gault 1917年

日本語版短編集としては以下がある。（内容に関しては下記の外部リンクを参照）
- 『海ふかく』小倉多加志訳 国書刊行会 1986年
- 『夜の声』井辻朱美訳 創元推理文庫 1985年

## 主要参考資料
- ホジスン『ナイトランド（下）』（月刊ペン社、1981年）巻末解説（荒俣宏）
- 荻原香「ホジスンの生涯」（『夜の声』創元推理文庫）